# Xã Custer, Quận Corson, South Dakota
Xã Custer (tiếng Anh: Custer Township) là một xã thuộc quận Corson, tiểu bang Nam Dakota, Hoa Kỳ. Năm 2010, dân số của xã này là 33 người.